# Ptolemaj V. Epifan
Ptolemaj V. Epifan (grško starogrško Πτολεμαῖος Ἐπιφανής, Ptolemaĩos Epiphanḗs, slovensko Ptolemaj  Slavni) je bil od leta 204 pr. n. št. do 181 pr. n. št. faraon Starega Egipta, * 209 pr. n. št., † 181 pr. n. št.
Ptolemaj V. je bil sin Ptolemaja IV. Filopatorja in Arsinoje III. in peti vladar Ptolemajske dinastije. Prestol je nasledil pri petih letih, zato je v njegovem imenu vladalo več regentov, kar je paraliziralo Egipčansko kraljestvo. V obdobju, ko je odrasel, je bil napisan Kamen iz Rosette.

## Vladanje

### Spopadi za regentstvo
Ptolemaj Epifan je bil še otrok, ko mu je umrl oče Ptolemaj Filopator. Po njegovi smrti sta se njegova ljubljenca Agatokel in Sosibij ustrašila, da bo regentstvo dobila Epifanova mati Arsinoja, zato sta jo ubila  še preden je izvedela za smrt svojega moža, s čimer sta si zagotovila regentstvo. Leta 202 pr. n. št. se je general Tlepolem, poveljnik v Peluziju, postavil na čelo upora proti uzurpatorjema. Ko je bil Everget v Tlepolemovih rokah, ga je general prepričal, naj da materina morilca usmrtiti. Otrok je, predvsem zaradi strahu, v to privolil in Agatokla je skupaj z nekaterimi njegovimi pristaši ubila aleksandrijska drhal.

### Vojna s Selevkidi in Makedonijo
Antioh III. Veliki in Filip V. Makedonski sta se dogovorila, da si bosta razdelila ptolemajske prekomorske posesti. Filip je zasedel več otokov in pomembnih mest v Kariji in Trakiji, Antioh pa je po bitki pri Paniju leta 198 pr. n. št. zasedel Kelesirijo, vključno z Judejo, in jo priključil k Selevkidskemu cesarstvu.
Antioh je nato z Egiptom sklenil mir in leta 193-192 pr. n. št. z Epifanom poročil svojo hčerko Kleopatro I. Ko je med Antiohom in Rimom izbruhnila vojna, se je Epifan kljub temu postavil na rimsko stran.
Epifan je postal polnoleten  leta 197 ali 196 pr. n. št. z obredom, imenovanim anakleterija. Dogodek je opisan v Polibijevih Zgodbah. Polibij piše, da so Evergetovi dvorjani »mislili, da se bo zdaj, ko je vladar postal neodvisen, kraljestvo do neke mere okrepilo in dobilo nov zagon«. Epifan je bil strasten športnik, odličen predvsem v atletiki in lovu.

### Upor v Egiptu
Velika krutost in izdajstvo v zatiranju domačega upora in nekaj drugih dejanj kažejo, da je bil Epifan velik tiran. Leta 197 pr. n. št. je  Likopol zasedla vojska secesionističnega faraon Gornjega Egipta Ankmakisa, vendar je bila prisiljena umakniti se v Tebe. Vojna med Gornjim in Spodnjim Egiptom se je končala šele leta 185 pr. n. št., ko je Ankmakisa premagal in aretiral general Ptolemajev Konan. Po zmagi je bil Gornji Egipt priključen k Ptolemajskemu kraljestvu. 
Leta 183 ali 184 pr. n. št. so se uporniki v Spodnjem Egiptu vdali, ko jim je Efipan osebno obljubil spravo.  Po vdaji se je izkazal za izdajalskega in maščevalnega vladarja in je dal upornike na krut način usmrtiti.
Epifan je z Memfiški odlokom, objavljenim v treh jezikih na Kamnu iz Rosette in drugih stelah, svoj prihod na oblast razglasil za božanskega  in nagradil duhovščino za njeno podporo.

## Nasledstvo
|                      |    |       |   |   |   |
| \| \| \| \| \| \| \| |    |       |   |   |   |
|                      |    |       |   |   |   |
| p · t                | wA | l · M | i | i | s |

| p · t | wA | l · M | i | i | s |

|                      |    |       |   |   |   |
| \| \| \| \| \| \| \| |    |       |   |   |   |
|                      |    |       |   |   |   |
| p · t                | wA | l · M | i | i | s |

| p · t | wA | l · M | i | i | s |

|                      |    |       |   |   |   |
| \| \| \| \| \| \| \| |    |       |   |   |   |
|                      |    |       |   |   |   |
| p · t                | wA | l · M | i | i | s |

| p · t | wA | l · M | i | i | s |

|                      |    |       |   |   |   |
| \| \| \| \| \| \| \| |    |       |   |   |   |
|                      |    |       |   |   |   |
| p · t                | wA | l · M | i | i | s |

| p · t | wA | l · M | i | i | s |

Ptolemaja V. je nasledil starejši sin Ptolemaj VI. Filometor (181-145 pr. n. št.). Ker je bil mladoleten, je kot regentka v njegovem imenu vladala mati Kleopatra I.. Njena smrt je povzročila spor med Ptolemajci in Selevkidi zradi Kelesirije. 

## Zapuščina
Vladavino Ptolemaja V. je zaznamovalo trgovanje tudi z bolj oddaljenimi državami. Arheolog Mattingly je med izkopavanji v 1930. letih v trdnjavi Port Dunfort v sodobni Somaliji odkril veliko ptolemajskih kovancev. Med njimi je bilo 17 bakrenik kovancev od Ptolemaja III. do Ptolemaja V. in nekaj starorimskih in mameluških kovancev.

## Vira
- Bevan, Edwyn Robert (1927). A History of Egypt Under the Ptolemaic Dynasty. Methuen. OCLC 876137911.
- Clayton, Peter A. (2006). Chronicles of the Pharaohs: The Reign-by-Reign Record of the Rulers and Dynasties of Ancient Egypt. Thames & Hudson. ISBN 0-500-28628-0.

| Ptolemaj V. Epifan Ptolemajska dinastijaRojen: 209 pr. n. št. Umrl: 181 pr. n. št. |                                                                    |                                   |
| Predhodnik: Ptolemaj IV. Filopator                                                 | Ptolemajska dinastija 204 pr. n. št.–181 pr. n. št. z Kleopatro I. | Naslednik: Ptolemaj VI. Filometor |